# Ваше, Анри
Анри Ваше (фр. Henri Vachey; 22 августа 1930, Дуэ — 25 сентября 2006) — французский композитор и дирижёр.

## Биография
Окончил лицей в своём родном городе и Парижскую консерваторию, после чего вернулся в Дуэ. На протяжении многих лет руководил местной консерваторией, а в 1971 году основал при ней молодёжный симфонический оркестр (в дальнейшем преобразованы во «взрослый» Оркестр Дуэ), который затем возглавлял на протяжении 32 лет. К 25-летию оркестра записал с ним альбом собственных сочинений, среди других записей Ваше — музыка Артюра Онеггера к фильмам и спектаклям, оркестровые произведения Габриэля Пьерне и др.
В композиторском наследии Ваше преобладают камерные сочинения с участием духовых инструментов.